# Comuna de Baruchowo
Baruchowo (polaco: Gmina Baruchowo) é uma gminy (comuna) na Polónia, na voivodia de Cujávia-Pomerânia e no condado de Włocławski. A sede do condado é a cidade de Baruchowo.
De acordo com os censos de 2004, a comuna tem 3598 habitantes, com uma densidade 33,6 hab/km².

## Área
Estende-se por uma área de 107,05 km², incluindo:
- área agricola: 53%
- área florestal: 38%

## Demografia
Dados de 30 de Junho 2004:
|                      | Total   | Total | Mulheres | Mulheres | Homens  | Homens |
| -------------------- | ------- | ----- | -------- | -------- | ------- | ------ |
|                      | pessoas | %     | pessoas  | %        | pessoas | %      |
| População            | 3598    | 100   | 1801     | 50,1     | 1797    | 49,9   |
| Densidade (pop./km²) | 33,6    | 100   | 16,8     | 16,8     | 16,8    | 16,8   |

De acordo com dados de 2002, o rendimento médio per capita ascendia a 1419,22 zł.

## Subdivisões
- Baruchowo, Boża Wola, Goreń Duży, Grodno, Kłótno, Kurowo-Kolonia, Kurowo-Parcele, Lubaty, Nowa Zawada, Okna, Patrówek, Skrzynki, Świątkowice, Zakrzewo, Zawada-Piaski.

## Comunas vizinhas
- Gostynin, Kowal, Lubień Kujawski, Nowy Duninów, Włocławek